# Konkurs szopek krakowskich

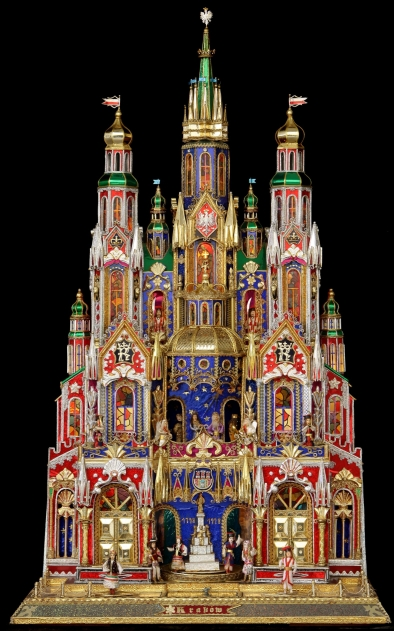
Szopka krakowska

Konkurs szopek krakowskich (Konkurs na Najpiękniejszą Szopkę Krakowską) – coroczny konkurs organizowany przez Muzeum Historyczne Miasta Krakowa, w którym krakowscy szopkarze rywalizują o nagrody w kilku kategoriach wiekowych.

## Historia konkursu
Pierwszy konkurs szopek krakowskich odbył się 21 grudnia 1937 roku z inicjatywy Zarządu Miejskiego w Krakowie, a zwłaszcza dr. Jerzego Dobrzyckiego. Powodem, dla którego zorganizowano konkurs było obserwowane w latach międzywojennych poważne obniżenie poziomu szopek wytwarzanych przez krakowskich artystów. Do pierwszej edycji konkursu, który odbył się na krakowskim rynku – u stóp pomnika Adama Mickiewicza, zgłoszono 86 prac. Zwycięzcą został 39-letni murarz z Krowodrzy Stanisław Polak, już wówczas uznany twórca szopek. Drugie nagrody przyznano Ludwikowi Głuchowi i Antoniemu Rucie. Nagrody pieniężne ufundował prezydent miasta, zarząd miejski, redakcja „Ilustrowanego Kuriera Codziennego” (50 zł) i osoby prywatne – pisarz Jan Wiktor i Franciszek Mączyński (obaj po 30 zł). T. Kozłowski, właściciel cukierni „Polar“ ufundował jako nagrody dodatkowe 5 strucli i dwa torty, a kupiec winny J. Grosse ofiarował zwycięzcom dwie butelki starego węgrzyna. W skład jury pierwszego konkursu wszedł sam Jerzy Dobrzycki, redaktor „IKC” Marian Dienstal-Dąbrowa, dr Tadeusz Seweryn, dyr. Ludwik Strojek i dyr. Kazimierz Witkiewicz.
Drugi konkurs odbył się 21 grudnia 1938 roku. Zgłoszono do niego 48 szopek. Zwyciężył Jan Doniec – 38-letni szlifierz litograficzny. Drugą nagrodę otrzymał Antoni Ruta, a dwie trzecie podzielili między siebie Franciszek Tarnowski i Roman Płatkiewicz. Podczas okupacji hitlerowskiej konkursów nie urządzano. 
Po wojnie, 21 grudnia 1945 roku, u stóp zburzonego przez Niemców pomnika Adama Mickiewicza ponownie pojawili się szopkarze. Była to III edycja konkursu; zgłoszono do niej 59 szopek. Wśród laureatów znaleźli się Kazimierz Dudzik, Walenty Malik, Tadeusz Ruta i Stefan Mitka.
Od 1946 roku organizatorem konkursu jest Muzeum Historyczne Miasta Krakowa. Odbywa się on w wyznaczony grudniowy dzień (począwszy od lat 60. jest to pierwszy czwartek grudnia). Tego dnia od godziny 9.00 rano przy pomniku Adama Mickiewicza gromadzą się szopkarze ze swoimi pracami, zajmują miejsca na stopniach wokół pomnika i prezentują swoje dzieła publiczności. W samo południe szopkarze formują pochód, na czele którego podąża krakowiak z gwiazdą i przenoszą swoje dzieła do siedziby muzeum – pałacu Pod Krzysztofory, gdzie wkrótce potem rozpoczynają się obrady jurorów. Po trzech dniach, w niedzielę o godzinie 12.00 na uroczystej gali dyrektor muzeum ogłasza wyniki konkursu i otwiera pokonkursową wystawę, na której prezentowane są wszystkie zakwalifikowane do konkursu szopki. Wystawa trwa zwykle do połowy lutego następnego roku.
Od 2014 krakowskie szopkarstwo znajduje się na krajowej liście niematerialnego dziedzictwa kulturowego – znalazło się wśród pierwszych pięciu zjawisk wpisanych na tę listę. W 2018 zostało także wpisane jako pierwsze polskie zjawisko na listę niematerialnego dziedzictwa kulturowego UNESCO.

## Zasady konkursu
Jury konkursu ocenia szopki z każdej kategorii w oparciu o następujące kryteria:
- nawiązywanie do tradycji
- dekoracyjność
- kolorystyka
- lalki
- architektura
- nowatorstwo
- elementy ruchome i światło
- ogólne wrażenie estetyczne
- tradycyjną technologię wykonania

Konkurs jest otwarty, uczestnikami są ludzie różnych zawodów, od robotników po lekarzy i architektów, licznie reprezentowana jest młodzież szkolna i dzieci. Każdy może zgłosić maksimum trzy szopki. Prace oceniane są w trzech kategoriach: seniorów, młodzieżowe i dziecięce.
W kategorii seniorów nagrody przyznaje się w czterech grupach:
- I – duże (powyżej 120 cm wysokości)
- II – średnie (od 70,01 do 120 cm)
- III – małe (od 20,01 do 70 cm)
- IV – miniaturowe (do 20 cm)

Każda praca oceniana jest anonimowo. W skład jury konkursu wchodzą historycy, muzealnicy, etnografowie, plastycy. Wielokrotnie w zasiadali w nim prof. Tadeusz Seweryn – wieloletni dyrektor Muzeum Etnograficznego w Krakowie, prof. Roman Reinfuss – kierownik Zakładu Sztuki Ludowej Instytutu Sztuki PAN w Krakowie, prof. Jan Budziło, prof. Witold Chomicz z Akademii Sztuk Pięknych w Krakowie, Kazimierz Witkiewicz – dyrektor Muzeum Przemysłowego w Krakowie, doc. Wiesław Bieńkowski – prezes Towarzystwa Miłośników Historii i Zabytków Krakowa, znani krakowscy literaci np. Jan Sztaudynger, Adam Polewka, Stefan Otwinowski, Hanna Mortkowicz-Olczakowa, Anna Szałapak – etnograf i pieśniarka Piwnicy pod Baranami i prof. Czesław Robotycki – antropolog kultury.

## Laureaci kolejnych edycji
Laureaci kolejnych edycji w głównych kategoriach:
| Rok i numer edycji | I nagroda                                                                               | I nagroda                                                                               | I nagroda                                                                               | I nagroda                                                                               |
| ------------------ | --------------------------------------------------------------------------------------- | --------------------------------------------------------------------------------------- | --------------------------------------------------------------------------------------- | --------------------------------------------------------------------------------------- |
| 1937 (I)           | Stanisław Polak                                                                         | Stanisław Polak                                                                         | Stanisław Polak                                                                         | Stanisław Polak                                                                         |
| 1938 (II)          | Jan Doniec                                                                              | Jan Doniec                                                                              | Jan Doniec                                                                              | Jan Doniec                                                                              |
| 1945 (III)         | Kazimierz Dudzik, Jerzy Szymański, Walenty Malik, Ferdynand Solowski, Zdzisław Szewczyk | Kazimierz Dudzik, Jerzy Szymański, Walenty Malik, Ferdynand Solowski, Zdzisław Szewczyk | Kazimierz Dudzik, Jerzy Szymański, Walenty Malik, Ferdynand Solowski, Zdzisław Szewczyk | Kazimierz Dudzik, Jerzy Szymański, Walenty Malik, Ferdynand Solowski, Zdzisław Szewczyk |
| 1946 (IV)          | Stefan Mitka, Zdzisław Dudzik                                                           | Stefan Mitka, Zdzisław Dudzik                                                           | Stefan Mitka, Zdzisław Dudzik                                                           | Stefan Mitka, Zdzisław Dudzik                                                           |
| 1947 (V)           | Franciszek Tarnowski, Stefan Mitka, Zdzisław Dudzik                                     | Franciszek Tarnowski, Stefan Mitka, Zdzisław Dudzik                                     | Franciszek Tarnowski, Stefan Mitka, Zdzisław Dudzik                                     | Franciszek Tarnowski, Stefan Mitka, Zdzisław Dudzik                                     |
| 1948 (VI)          | Antoni Ruta                                                                             | Antoni Ruta                                                                             | Antoni Ruta                                                                             | Antoni Ruta                                                                             |
| 1949 (VII)         | Franciszek Tarnowski                                                                    | Franciszek Tarnowski                                                                    | Franciszek Tarnowski                                                                    | Franciszek Tarnowski                                                                    |
| 1950 (VIII)        | Wacław Morys                                                                            | Wacław Morys                                                                            | Wacław Morys                                                                            | Wacław Morys                                                                            |
| 1951 (IX)          | Zdzisław Dudzik, Wacław Morys                                                           | Zdzisław Dudzik, Wacław Morys                                                           | Zdzisław Dudzik, Wacław Morys                                                           | Zdzisław Dudzik, Wacław Morys                                                           |
| 1952 (X)           | Wacław Morys, Aleksander Kudłek                                                         | Wacław Morys, Aleksander Kudłek                                                         | Wacław Morys, Aleksander Kudłek                                                         | Wacław Morys, Aleksander Kudłek                                                         |
| 1953 (XI)          | Franciszek Tarnowski, Wacław Morys                                                      | Franciszek Tarnowski, Wacław Morys                                                      | Franciszek Tarnowski, Wacław Morys                                                      | Franciszek Tarnowski, Wacław Morys                                                      |
| 1954 (XII)         | Franciszek Tarnowski, Zdzisław Dudzik                                                   | Franciszek Tarnowski, Zdzisław Dudzik                                                   | Franciszek Tarnowski, Zdzisław Dudzik                                                   | Franciszek Tarnowski, Zdzisław Dudzik                                                   |
| 1955 (XIII)        | Franciszek Tarnowski, Zdzisław Dudzik                                                   | Franciszek Tarnowski, Zdzisław Dudzik                                                   | Franciszek Tarnowski, Zdzisław Dudzik                                                   | Franciszek Tarnowski, Zdzisław Dudzik                                                   |
| 1956 (XIV)         | Franciszek Tarnowski, Zdzisław Dudzik                                                   | Franciszek Tarnowski, Zdzisław Dudzik                                                   | Franciszek Tarnowski, Zdzisław Dudzik                                                   | Franciszek Tarnowski, Zdzisław Dudzik                                                   |
| 1957 (XV)          | Franciszek Tarnowski, Tadeusz Tarnowski, Zdzisław Dudzik                                | Franciszek Tarnowski, Tadeusz Tarnowski, Zdzisław Dudzik                                | Franciszek Tarnowski, Tadeusz Tarnowski, Zdzisław Dudzik                                | Franciszek Tarnowski, Tadeusz Tarnowski, Zdzisław Dudzik                                |
| 1958 (XVI)         | Antoni Wojciechowski, Władysław Wiatr                                                   | Antoni Wojciechowski, Władysław Wiatr                                                   | Antoni Wojciechowski, Władysław Wiatr                                                   | Antoni Wojciechowski, Władysław Wiatr                                                   |
| 1959 (XVII)        | Zdzisław Dudzik, Władysław Wiatr                                                        | Zdzisław Dudzik, Władysław Wiatr                                                        | Zdzisław Dudzik, Władysław Wiatr                                                        | Zdzisław Dudzik, Władysław Wiatr                                                        |
| 1960 (XVIII)       | Władysław Turski, Władysław Wiatr, Adam Kudas                                           | Władysław Turski, Władysław Wiatr, Adam Kudas                                           | Władysław Turski, Władysław Wiatr, Adam Kudas                                           | Władysław Turski, Władysław Wiatr, Adam Kudas                                           |
| 1961 (XIX)         | Wacław Morys, Józef Turski, Zdzisław Dudzik                                             | Wacław Morys, Józef Turski, Zdzisław Dudzik                                             | Wacław Morys, Józef Turski, Zdzisław Dudzik                                             | Wacław Morys, Józef Turski, Zdzisław Dudzik                                             |
| 1962 (XX)          | Zygmunt Grabarski, Zbigniew Grzech, Ferdynand Sadowski, Stanisław Paczyński             | Zygmunt Grabarski, Zbigniew Grzech, Ferdynand Sadowski, Stanisław Paczyński             | Zygmunt Grabarski, Zbigniew Grzech, Ferdynand Sadowski, Stanisław Paczyński             | Zygmunt Grabarski, Zbigniew Grzech, Ferdynand Sadowski, Stanisław Paczyński             |
| 1963 (XXI)         | Zbigniew Grzech, Wacław Morys                                                           | Zbigniew Grzech, Wacław Morys                                                           | Zbigniew Grzech, Wacław Morys                                                           | Zbigniew Grzech, Wacław Morys                                                           |
| 1964 (XXII)        | Witold Głuch, Wacław Morys, Zbigniew Grzech                                             | Witold Głuch, Wacław Morys, Zbigniew Grzech                                             | Witold Głuch, Wacław Morys, Zbigniew Grzech                                             | Witold Głuch, Wacław Morys, Zbigniew Grzech                                             |
| 1965 (XXIII)       | Wacław Morys, Ferdynand Sadowski, Zygmunt Grabarski                                     | Wacław Morys, Ferdynand Sadowski, Zygmunt Grabarski                                     | Wacław Morys, Ferdynand Sadowski, Zygmunt Grabarski                                     | Wacław Morys, Ferdynand Sadowski, Zygmunt Grabarski                                     |
|                    | I Nagroda – szopki największe                                                           | I Nagroda – szopki średnie                                                              | I Nagroda – szopki miniaturowe                                                          | I Nagroda – szopki miniaturowe                                                          |
| 1966 (XXIV)        | Zdzisław Dudzik, Wacław Morys, Kazimierz Pietrzyk, Witold Głuch                         | Michał Przeworski, Franciszek Tarnowski, Eugenia Szklarska, Stanisław Fijał             | nie przyznano                                                                           | nie przyznano                                                                           |
|                    | I nagroda                                                                               |                                                                                         |                                                                                         |                                                                                         |
| 1967 (XXV)         | Tadeusz Gillert, Bronisław Pięcik, Maciej Moszew, Witold Głuch                          | Tadeusz Gillert, Bronisław Pięcik, Maciej Moszew, Witold Głuch                          | Tadeusz Gillert, Bronisław Pięcik, Maciej Moszew, Witold Głuch                          | Tadeusz Gillert, Bronisław Pięcik, Maciej Moszew, Witold Głuch                          |
| 1968 (XXVI)        | Bronisław Ziółko, Zygmunt Grabarski, Witold Głuch                                       | Bronisław Ziółko, Zygmunt Grabarski, Witold Głuch                                       | Bronisław Ziółko, Zygmunt Grabarski, Witold Głuch                                       | Bronisław Ziółko, Zygmunt Grabarski, Witold Głuch                                       |
| 1969 (XXVII)       | Tadeusz Gillert, Witold Głuch, Bronisław Ziółko                                         | Tadeusz Gillert, Witold Głuch, Bronisław Ziółko                                         | Tadeusz Gillert, Witold Głuch, Bronisław Ziółko                                         | Tadeusz Gillert, Witold Głuch, Bronisław Ziółko                                         |
| 1970 (XXVIII)      | Jan Malik, Zygmunt Grabarski, Witold Głuch                                              | Jan Malik, Zygmunt Grabarski, Witold Głuch                                              | Jan Malik, Zygmunt Grabarski, Witold Głuch                                              | Jan Malik, Zygmunt Grabarski, Witold Głuch                                              |
| 1971 (XXIX)        | Jan Malik                                                                               | Jan Malik                                                                               | Jan Malik                                                                               | Jan Malik                                                                               |
|                    | I Nagroda – szopki duże                                                                 | I Nagroda – szopki średnie                                                              | I Nagroda – szopki małe                                                                 |                                                                                         |
| 1972 (XXX)         | Jan Malik, Tadeusz Gillert                                                              | Witold Głuch                                                                            | Aleksander Jurkiewicz, Maciej Moszew                                                    |                                                                                         |
| 1973 (XXXI)        | Jan Malik, Tadeusz Gillert                                                              | Stanisław Paczyński                                                                     | Maciej Moszew, Jacek Głuch                                                              |                                                                                         |
| 1974 (XXXII)       | Jan Malik, Tadeusz Gillert, Witold Głuch                                                | Stanisław Paczyński                                                                     | Kazimierz Pysz                                                                          |                                                                                         |
| 1975 (XXXIII)      | Jan Malik                                                                               | Witold Głuch, Włodzimierz Łesyk, Stanisław Paczyński                                    | Zygmunt Grabarski, Antoni Wołek, Włodzimierz Malik                                      |                                                                                         |
| 1976 (XXXIV)       | Zygmunt Grabarski                                                                       | Włodzimierz Malik                                                                       | Antoni Wołek, Maciej Moszew                                                             |                                                                                         |
| 1977 (XXXV)        | Zygmunt Grabarski, Tadeusz Gillert                                                      | Bronisław Pięcik                                                                        | Antoni Wołek                                                                            |                                                                                         |
|                    | I Nagroda – szopki duże                                                                 | I Nagroda – szopki średnie                                                              | I Nagroda – szopki małe                                                                 | I Nagroda – szopki miniaturowe                                                          |
| 1978 (XXXVI)       | Stanisław Paczyński, Eugeniusz Wołkowicz                                                | Maciej Moszew, Marek Markowski, Antoni Wołek                                            | Antoni Wołek                                                                            |                                                                                         |
| 1979 (XXXVII)      | Bronisław Pięcik                                                                        | Włodzimierz Malik, Zygmunt Grabarski, Antoni Wołek                                      | Stanisław Malik, Maciej Moszew                                                          |                                                                                         |
| 1980 (XXXVIII)     | Bronisław Pięcik                                                                        | Kazimierz Stopiński, Antoni Wołek                                                       | Stanisław Malik, Maciej Moszew, Roman Sochacki                                          |                                                                                         |
| 1981 (XXXIX)       | Włodzimierz Malik                                                                       | Stanisław Paczyński, Antoni Karwala                                                     | Dariusz Czyż, Ryszard Kijak, Roman Sochacki                                             |                                                                                         |
| 1982 (XL)          | Stanisław Paczyński                                                                     | Bronisław Pięcik                                                                        | Stanisław Malik, Maciej Moszew                                                          |                                                                                         |
| 1983 (XLI)         | Bronisław Pięcik, Tadeusz Gillert                                                       |                                                                                         | Stanisław Malik, Maciej Moszew, Antoni Wołek                                            |                                                                                         |
| 1984 (XLII)        | Tadeusz Gillert                                                                         | Andrzej Morański                                                                        | Jan Kirsz                                                                               |                                                                                         |
| 1985 (XLIII)       | Tadeusz Gillert                                                                         | Zbigniew Gillert, Andrzej Morański                                                      | Jan Kirsz, Roman Sochacki                                                               |                                                                                         |
| 1986 (XLIV)        |                                                                                         | Witold Głuch, Leszek Zarzycki                                                           | Maciej Moszew, Jan Kirsz                                                                |                                                                                         |
| 1987 (XLV)         | Witold Głuch, Leszek Zarzycki                                                           | Andrzej Morański                                                                        | Antoni Wołek                                                                            |                                                                                         |
| 1988 (XLVI)        | Leszek Zarzycki                                                                         | Tadeusz Gillert, Witold Głuch                                                           | Jan Kirsz, Andrzej Wróbel, Ryszard Kijak                                                |                                                                                         |
| 1989 (XLVII)       | Witold Głuch, Leszek Zarzycki                                                           | Andrzej Morański, Bronisław Pięcik, Ryszard Kijak                                       | Maciej Moszew                                                                           |                                                                                         |
| 1990 (XLVIII)      | Leszek Zarzycki                                                                         | Andrzej Morański                                                                        | Maciej Moszew                                                                           |                                                                                         |
| 1991 (XLIX)        | Witold Głuch                                                                            | Andrzej Morański                                                                        | Maciej Moszew                                                                           | Jan Kirsz                                                                               |
| 1992 (L)           | Stanisław Paczyński                                                                     | Andrzej Morański                                                                        | Marian Dłużniewski, Tadeusz Gillert                                                     | Jan Kirsz                                                                               |
| 1993 (LI)          | Witold Głuch, Bronisław Pięcik                                                          | Andrzej Morański, Roman Sochacki                                                        | Marian Dłużniewski, Antoni Wołek                                                        | Jan Kirsz                                                                               |
| 1994 (LII)         | Eugeniusz Wołkowicz, Roman Woźniak                                                      | Andrzej Morański                                                                        |                                                                                         | Jan Kirsz                                                                               |
| 1995 (LIII)        | Tadeusz Gillert                                                                         | Roman Sochacki, Andrzej Morański                                                        | Maciej Moszew, Jan Bieda                                                                |                                                                                         |
| 1996 (LIV)         | Zbigniew Gillert                                                                        | Roman Sochacki                                                                          | Andrzej Morański                                                                        |                                                                                         |
| 1997 (LV)          | Zbigniew Gillert, Eugeniusz Wołkowicz, Witold Głuch                                     | Bronisław Pięcik                                                                        | Maciej Moszew                                                                           |                                                                                         |
| 1998 (LVI)         | Witold Głuch (2x), Stanisław Paczyński                                                  | Bronisław Pięcik, Roman Sochacki                                                        | Maciej Moszew                                                                           |                                                                                         |
| 1999 (LVII)        | Bronisław Pięcik                                                                        | Tadeusz Gillert                                                                         | Marian Dłużniewski                                                                      |                                                                                         |
| 2000 (LVIII)       | Bronisław Pięcik                                                                        | Roman Sochacki                                                                          | Maciej Moszew                                                                           |                                                                                         |
| 2001 (LIX)         | Bronisław Pięcik                                                                        | Roman Sochacki                                                                          | Jan Kirsz                                                                               | Jan Kirsz                                                                               |
| 2002 (LX)          | Bronisław Pięcik                                                                        | Bronisław Pięcik                                                                        | Maciej Moszew                                                                           | * Antoni Wołek * Jan Kirsz                                                              |
| 2003 (LXI)         | * Bronisław Pięcik * Tadeusz Gillert * Piotr Stremecki i Małgorzata Malicka             | * Bronisław Pięcik i Roksana Rutkowska * Roman Sochacki * Marek Głuch                   | * Marzena Krawczyk * Maciej Moszew * Kazimierz Stopiński                                | * Marian Dłużniewski * Jan Kirsz                                                        |
| 2004 (LXII)        | Bronisław Pięcik                                                                        | Roman Sochacki                                                                          | Maciej Moszew                                                                           | Jan Kirsz                                                                               |
| 2005 (LXIII)       | Bronisław Pięcik                                                                        | Roman Sochacki                                                                          | Maciej Moszew                                                                           | Jan Kirsz                                                                               |
| 2006 (LXIV)        | Bronisław Pięcik                                                                        | Leszek Zarzycki                                                                         | Maciej Moszew                                                                           | Wiesław Barczewski                                                                      |
| 2007 (LXV)         | * Bronisław Pięcik * Leszek Zarzycki                                                    | Leszek Zarzycki                                                                         | Maciej Moszew                                                                           | Jan Kirsz                                                                               |
| 2008 (LXVI)        | Leszek Zarzycki                                                                         | nie przyznano                                                                           | Maciej Moszew                                                                           | Jan Kirsz                                                                               |
| 2009 (LXVII)       | Leszek Zarzycki                                                                         | Bronisław Pięcik                                                                        | Maciej Moszew                                                                           | Jan Kirsz                                                                               |
| 2010 (LXVIII)      | Marek, Renata, Edward i Marek Markowscy                                                 | Piotr Michalczyk                                                                        | Maciej Moszew                                                                           | Wiesław Barczewski                                                                      |
| 2011 (LXIX)        | * Władysław Słaboński * Leszek Zarzycki                                                 | Stanisław Malik                                                                         | Maciej Moszew                                                                           | Wiesław Barczewski                                                                      |
| 2012 (LXX)         | * Zbigniew Gillert * Leszek Zarzycki                                                    | * Dariusz Czyż * Zbigniew Zyman                                                         | * Marian Dłużniewski * Maciej Moszew                                                    | Wiesław Barczewski                                                                      |
| 2013 (LXXI)        | Leszek Zarzycki                                                                         | * Dariusz Czyż * Zbigniew Gillert                                                       | Marian Dłużniewski i Marzena Krawczyk                                                   | * Wiesław Barczewski * Jan Kirsz                                                        |
| 2014 (LXXII)       | Renata, Edward i Marek Markowscy                                                        | Dariusz Czyż                                                                            | Maciej Moszew                                                                           | Jan Kirsz                                                                               |
| 2015 (LXXIII)      | Nagroda Grand Prix: * Leszek Zarzycki I nagroda: * Maciej Moszew * Zbigniew Zyman       | Stanisław Malik                                                                         | Kazimierz Stopiński                                                                     | Wiesław Barczewski                                                                      |
| 2016 (LXXIV)       | Tadeusz Gillert                                                                         | Maciej Moszew                                                                           | Dariusz Czyż                                                                            | Jan Kirsz                                                                               |
| 2017 (LXXV)        | Marek, Renata, Edward i Artur Markowscy                                                 | Maciej Moszew                                                                           | Wiesław Barczewski                                                                      | * Andrzej Wróbel * Jakub Zawadziński                                                    |
| 2018 (LXXVI)       | Kryspin Wolny                                                                           | Renata i Edward Markowscy                                                               | Wiesław Barczewski                                                                      | Jan Kirsz                                                                               |
| 2019 (LXXVII)      | * Zbigniew Zyman * Leszek Zarzycki                                                      | * Zbigniew Gillert * Dariusz Czyż                                                       | Maciej Moszew                                                                           | Zbigniew Madej                                                                          |
| 2020 (LXXVIII)     | Leszek Zarzycki                                                                         | Maciej Moszew                                                                           | Jakub Zawadziński                                                                       | Jan Kirsz                                                                               |
| 2021 (LXXIX)       | Józef Madej                                                                             | Maciej Moszew                                                                           | * Zbigniew Madej * Wiesław Barczewski                                                   | Jan Kirsz                                                                               |
| 2022 (LXXX)        | Zbigniew Gillert                                                                        | * Maciej Moszew * Marek Markowski jr                                                    | * Jakub Zawadziński * Wiesław Barczewski                                                | Zbigniew Madej                                                                          |
| 2023 (LXXXI)       | * Renata Markowska * Józef Madej                                                        | * Łukasz Zarzycki * Stanisław Malik * Krzysztof Delkowski, Małgorzata Konieczny         | Zbigniew Madej                                                                          | * Zbigniew Madej * Jan Kirsz                                                            |
| 2024 (LXXXII)      | Zbigniew Zyman                                                                          | Łukasz Zarzycki                                                                         | * Wiesław Barczewski * Jakub Zawadziński                                                | Dorota Bury-Nabiałkowska                                                                |